# Lytta morrisoni
Lytta morrisoni är en skalbaggsart som först beskrevs av Horn 1891.  Lytta morrisoni ingår i släktet Lytta och familjen oljebaggar. Inga underarter finns listade i Catalogue of Life.